# 長谷川万蔵
長谷川 万蔵（はせがわ まんぞう、明治3年（1870年）8月 - 没年不明）は日本の政治家。元鳥取県議会議員。元富益村長。

## 経歴
現在の鳥取県米子市富益町に生まれた。善十郎の二男。家は代々農を業とす。教えを郷校に受け和漢の書を修めた。前代より副業として質商を営んだが万蔵の代に至り倍々業務に勉め隆昌に向かう。
明治32年（1899年）富益村長に当選。明治32年（1899年）9月郡会議員に当選。米子外十四ヶ町村組合角盤高等小学校議員米川水利組合議員等責務に就き多年村治に郡政に尽瘁する。
衆民の輿望により県会議員に当選。

## 人物像
県下有数の名士として庶民の推重を受くる。
『陰陽八郡郡勢一斑』には「性温厚にして寡言、堂々たる風丰全く長者の風備はる」とある。